# The Kiss Seen Around the World
The Kiss Seen Around the World (titulado El beso más visto en el mundo en España y El primer romance de Meg en Hispanoamérica) es el octavo episodio de la tercera temporada de la serie Padre de familia emitido el 29 de agosto de 2001 en FOX.
El episodio está escrito por Mark Hentemann y dirigido por Pete Michels.

## Argumento
El Canal 5 busca a dos estudiantes como becarios, una de las interesadas es Meg, quien resulta estar colgada por Tom Tucker y que finalmente es seleccionada por su poco atractivo físico. El otro interno resulta ser Neil Goldman (escogido por las mismas circunstancias), compañero de instituto de Meg, al cual encuentra repulsivo. Tucker y Diane Simmons reciben una noticia de última hora en la que un secuestrador retiene a Hugh Downs en la terraza del ayuntamiento. Al descubrir de que se trata de un criminal conocido como "El asesino de la prensa", estos deciden mandar a los interinos a cubrir la noticia desde un helicóptero, pero es derribado por los disparos. Temerosos los dos no dudan en abrazarse hasta que Meg empieza a lamentarse de no haber tenido nunca un primer beso. Finalmente, los dos son rescatados por Downs tras reducir al criminal.
A la noche, Peter y Lois miran aliviados el reportaje hasta que Meg se queda perpleja al descubrir que Neil ha grabado el beso y lo ha puesto en antena haciendo creer a todos que son pareja. Sin embargo, sus padres parecen estar encantados del primer amor de su hija e invita a conocer a sus padres, los cuales resultan ser más repulsivos que el propio Neil para pesar de Meg.
Harta de Neil, Meg declara su odio a Neil en las noticias mediante un reportaje de calle en el que pregunta a varios transeúntes si se besarían con este recibiendo negativas por parte de todos incluyendo su propio padre.
Tras la última noticia, Neil amenaza con tirarse de lo alto del ayuntamiento. Meg se queda horrorizada al saber sus intenciones y se dirige al lugar del suceso para pedirle ayuda a Tucker, sin embargo esta descubre el poco respeto que siente este por la vida de los demás. En el mismo momento, pasa por la fachada un helicóptero de las noticias que desestabiliza a Neil y empieza a caer hasta que Meg se interpone y amortigua el golpe. Meg reconoce tener algo de aprecio por Neil y comenta que aunque no le guste, no significa que le caiga mal.
Por otro lado, Peter y Lois le compran a Stewie un triciclo. Sin embargo la alegría no le dura mucho cuando un matón le roba el vehículo. Harto de que nadie parezca ayudarle, decide hacerle frente y secuestra al bravucón en el sótano para interrogarle. Sin embargo, Lois encuentra el triciclo en la calle y se lo entrega a Stewie al mismo tiempo que se sorprende por ver a un chico atado en una silla.